# パンスターズ彗星 (311P)
パンスターズ彗星（Comet PANSTARRS）は、メインベルト彗星の1つである。発見された際の仮符号は P/2013 P5、周期彗星の符号は311P。

## 概要
パンスターズ彗星は、2013年8月27日にパンスターズによって発見された。発見時に撮影された画像では、通常見られる小惑星のような光の点とは異なるいびつな形状をしている事が観測された。これは彗星の尾であると考えられ、自動的に彗星の仮符号 P/2013 P5 が付与され、天体の名称はパンスターズ彗星となった。しかし、軌道は小惑星帯の天体に近い性質を持つ事から、実態は彗星よりも小惑星に近いものであると推定されている。直径は240mと推定されている。
軌道傾斜角4.97度、軌道離心率0.115の比較的正円の軌道を持ち、小惑星帯のやや内側である太陽から1.94AU離れたところを3.24年かけて公転している。1967年6月10日から14日の間に、シズビーから最小で114万km (0.0076AU) まで接近したと考えられている。

## 尾の発見
2013年9月10日にハッブル宇宙望遠鏡によって P/2013 P5 が撮影され、6本の尾が観測された。13日後の9月23日に撮影された画像では、10日の画像とは様子が劇的に変化しており、尾の向きが完全に変わっていた。これはこれまでに観測例のない姿であり、天文学者の頭を悩ませた。
小惑星から彗星の尾のように物質が放出されるのは、シャイラや LINEAR彗星 (354P) のように小天体が衝突したものと推定されるものもあるが、このような放出は一時的である。パンスターズ彗星は継続的な物質の放出があるため、原因が異なると考えられている。また、天体の小ささと軌道の性質から、氷ではなく岩石が主体の天体であると推定されるため、揮発性物質に乏しく、通常の彗星のように氷の昇華によるものではないと考えられている。尾の変化はパンスターズ彗星の自転に基づくものと推定された。このことから、太陽の放射圧によって自転が高速となり（YORP効果）、その遠心力によって表面の物質が放出された結果、長い尾のような形状になっているのではないかと推定された。計算上、放出は2013年4月15日から始まり、7月18日、7月24日、8月8日、8月26日、9月4日にもそれぞれ起こったと考えられている。放出されたダストは100トンから1000トンであると推定されている。今後の自転速度やダスト噴出の観測によってより詳細が判明すると期待されている。特に自転が関与している場合には、ダストの放出が赤道付近に集中するはずである。